# St. Othmar (Dinker)

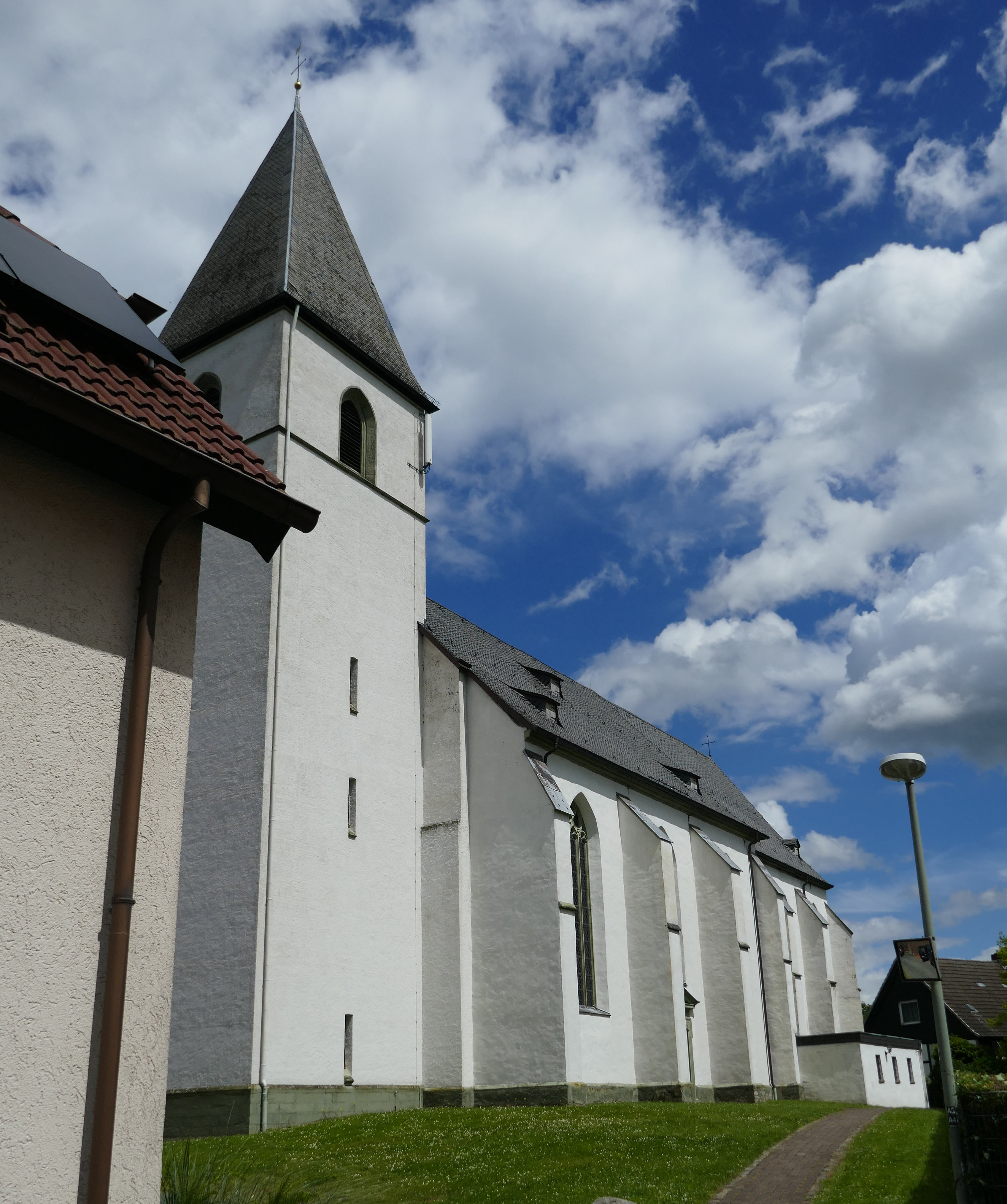
Ev. Pfarrkirche St. Othmar Dinker

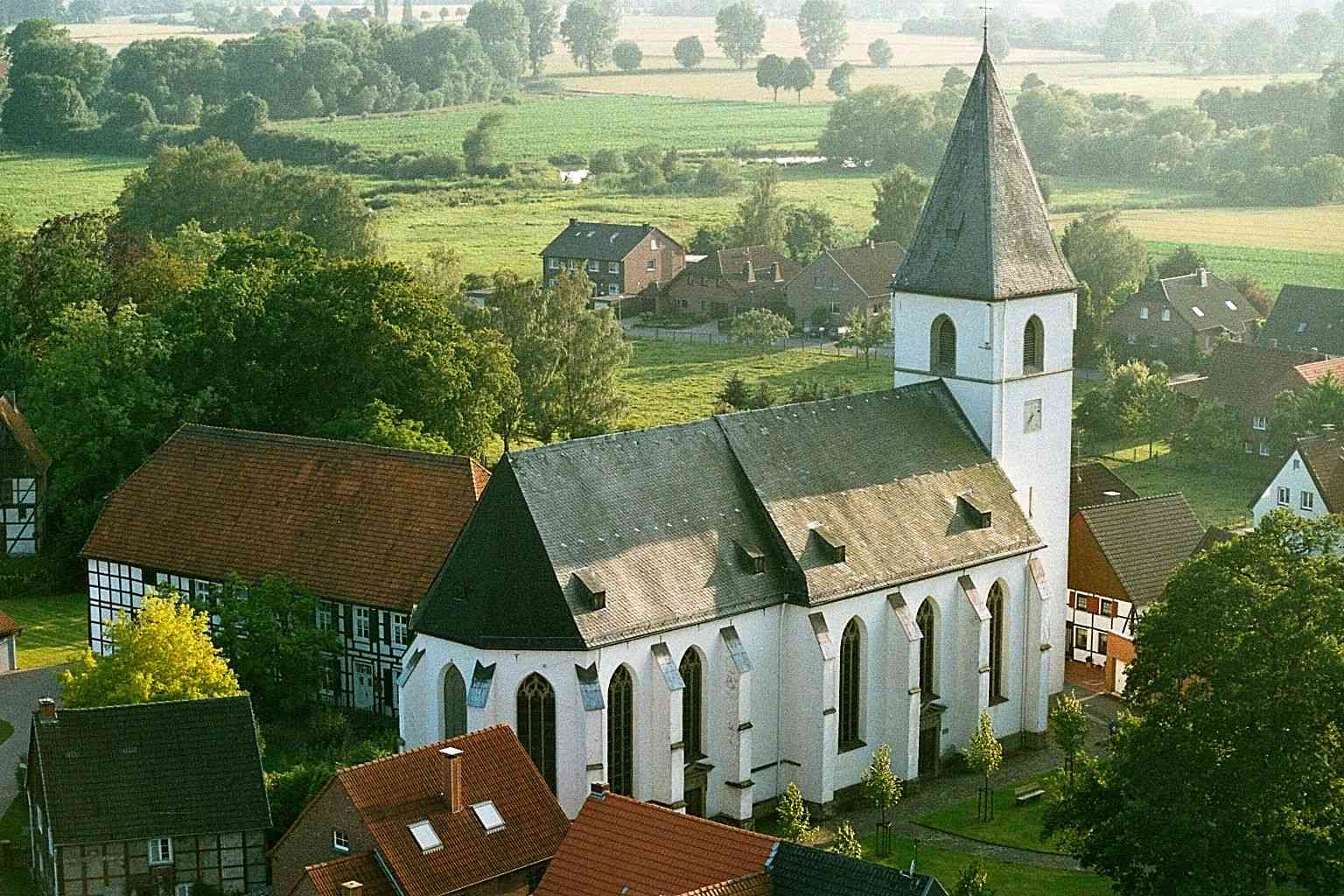
Luftbild

Die evangelische Pfarrkirche St. Othmar ist ein denkmalgeschütztes Kirchengebäude in Dinker, einem Ortsteil von Welver im Kreis Soest, in Nordrhein-Westfalen.
Als Schutzpatron wählten die Bewohner den heiligen Othmar von St. Gallen. Sein Bildnis befindet sich im Schlussstein an der Decke über der Orgel.

## Beschreibung und Architektur
Erstmals urkundlich erwähnt wurde die Kirche 1221.
Das Gebäude ist ein dreijochiger Saalbau mit eingezogenem zweijochigem Chor. Der Bau des Chores wurde 1514 vollendet. Das romanische Langhaus war baufällig geworden, es wurde durch das Heutige ersetzt. Die 14 spitzbogigen Fenster sind ein gutes Beispiel für die Umwandlung zum Gotikbbau. Die Fenster sind dreiteilig und mit Maßwerk geschmückt. Ein östliches Fenster ist zugemauert. Der Turm wurde 1901 auf den Fundamenten des Vorgängers in Backstein neu errichtet.

## Ausstattung
- Altaraufbau, Orgel und Kanzel, sowie das hölzerne Taufbecken von 1745 bis 1750 vom Tischlermeister Kartenberg
- Spätgotisches Sakramentshäuschen, um das 12. Jahrhundert angefertigt. Das in Stein ausgeführte Sakramentshäuschen steht auf einem 28 cm hohen Steinsockel und erhebt sich bis in 4,50 m Höhe. Die größte Breite beträgt 1,10 m. In dem mit Maßwerk gezierten Unterbau stehen zwei Apostelfiguren. Die Nische darüber weist einen Giebel und eine dreiteilige Bekrönung (Fialen) auf. Auch die Nische ist reich mit Maßwerk geschmückt. Über der Nische stand eine Figur, vermutlich eine Madonna. Diese, wie auch zwei Apostelfiguren links und rechts der Nische, sind nicht mehr vorhanden. Über dem Giebel der Nische erhebt sich auf einer Kreuzblume ein Kruzifix. Die Arme des Gekreuzigten sowie die beiden zur Seite stehenden Figuren sind ebenfalls verschwunden. Das Kruzifix steht unter dem Schatten eines Baldachins. Die krönende Kreuzblume liegt abgestoßen hinter dem Sakramentshäuschen. Die Nische wird durch eine Tür verschlossen.
- Die Othmar-Nische befindet sich gegenüber dem Sakramentshäuschen an der Südwand. Sie ist vom gleichen Alter und ebenfalls in gotischer Steinmetzarbeit ausgeführt. Sie diente zur Aufnahme des Reliquienkastens des heiligen Othmar, des Schutzpatrons der Kirche. Auch diese Nische war einmal reich mit Giebel, Maßwerk und Fialenbekrönung geziert. Die Kante des Giebels ist mit Blumen (Krabben) besetzt. Die linke Fiale ist noch vorhanden, die rechte abgestoßen. Den Verschluss bildet ein Türgitter aus quadratisch durchgelegten Stäben in feiner Schmiedearbeit, 53 cm breit und 75 cm hoch. Die ganze Nische hat eine Breite von 95 cm und eine Höhe von 2,30 m.
- Verschiedene Epitaphe
  - Das Plettenberg-Epitaph wurde 1595 an der Nordwand über dem Presbytersitz angebracht. Es ist in Stuck ausgeführt und rund 2 m breit und 3 m hoch. Es zeigt im Mittelfeld Theodor von Plettenberg, den Neffen des berühmten Heermeisters des Deutschritterordens in Livland Wolter von Plettenberg, und seine Gemahlin Catharina geb. von Wendt in Anbetung vor dem Gekreuzigten. Theodor von Plettenberg ist in voller Kriegsrüstung. Helm und Schwert sowie Fechthandschuh hat er abgelegt. Hinter jedem steht ein Mitbetender. Den Hintergrund des Bildes füllt eine Festung mit vielen Kirchtürmen. Darüber schweben in den Wolken Engelsköpfchen. Über dem vergoldeten Kruzifix steht: „INRI d.i.“, was für „Jesus Nazarenus Rex Judaeorum“ steht und heißt: Jesus von Nazareth, König der Juden. In der Krönung mit drei Spitzsäulen befinden sich zwei Wappen. Darunter steht „Plettenberg-Wendt“. An beiden Seiten von diesem Mittelstück steht eine Säule, an deren Fuß ein Engel schreitet, das Tränentuch vor den Augen haltend. Über jeder Säule sitzt ein trauernder Engel. Der eine stützt den Arm auf ein Stundenglas, der andere auf einen Totenschädel. Das Mittelstück hat zwei Seitenstücke in halber Breite mit je drei Wappen: Stenhaus, Ermelen, Kloster, Heiden, Nagel, Lintloe. Die Schrift in lateinischen Druckbuchstaben ist vergoldet und gut erhalten, wie auch das ganze Epitaph.
  - Auf dem nicht mehr vorhandenen Altar aus alter Zeit befand sich von 1605 bis 1854 als Flügelaltar das Caesarius-Epitaph zur Erinnerung an die Mutter und die erste Ehefrau des Pastors Caesarius. Das hinter den beiden Flügeln vorhandene Schnitzwerk, das den Einzug Jesu in Jerusalem darstellte, ist später verschwunden.
  - Die Voß-Epitaphe: An der Nordwand des um 1699 fertiggestellten älteren Kirchenteils befinden sich nebeneinander zwei Epitaphe von 1727 und 1735. Diese sind Grabschriften für Caspar Henrich Voß und für seine Gemahlin Margaretha geb Korff. Das Größenverhältnis der in Stuckarbeit ausgeführten, noch gut erhaltenen Epitaphe beträgt in Breite zur Höhe 2 m zu 4,20 m. Die eine Inschrift wie die andere – in stark vergoldeten deutschen Druckbuchstaben – ist von 16 Wappen eingefasst, oben 4, zu beiden Seiten je 4 und unten 4. Das Ganze wird noch von zwei Säulen flankiert. Girlanden hängen links und rechts herunter. Die Krönung bildet ein Muschelaufsatz. Ein Muschelaufsatz von Caspar Henrich Voß ist 10 cm größer als bei dem Epitaph seiner Gemahlin. Unter der Inschrift liegt ein Totenkopf mit Knochen. Auf dem westlichen Epitaph, dem des Caspar Henrich Voß, stehen unten links die Buchstaben M.v.K. und rechts die Buchstaben F.v.V. – die Initialen der Stifterin des Epitaphs, der Witwe des Verstorbenen, und seines Bruders Friedrich von Voß.
- Die Orgel: Nachdem die Orgel von 1773 nach 155 Jahren Dienst in den Tagen nach Misericordias im Jahre 1928 abgebrochen wurde, baute man 1928 hinter das alte Prospekt von 1773 und in das alte Gehäuse hinein eine für 3000 Mark vom Archigymnasium Soest erworbene Orgel ein. Sie entstand 1864 in der Werkstatt der Orgelbauer G. Voigt und Sohn in Halberstadt. Am Sonntag Kantate, dem 6. Mai 1928 wurde auf dieser Orgel zum ersten Mal von dem obigen Lehrer, Kantor, Küster und Organisten Paul Stein gespielt. Die Orgel hatte drei Vorgänger.
- Glocken: Seit 1922 hängen drei Stahlglocken anstelle von drei im Weltkrieg abgehängten Bronzeglocken im Turm der Kirche. Sie sind nach den Christlichen Tugenden „Liebe“, „Glaube“ und „Hoffnung“ genannt. „Liebe“ ist 1,10 m, „Glaube“ 0,9 m und „Hoffnung“ 0,8 m groß. Die Inschrift lautet bei allen: „Ersatz für im Weltkriege abgehängte Bronzeglocken“. Als Betglocke läutet „Glaube“ um 6, 12 und 19 Uhr, im Winter um 7, 12 und 18 Uhr. Zur Scheidepause läutet „Hoffnung“, bei Beerdigungen „Glaube“ und „Hoffnung“. Am Samstagabend und Sonntagmorgen jeweils eine Stunde vor dem Gottesdienst läuten „Liebe“ und „Glaube“; zum Kirchgang läuten alle drei Glocken. Die Tonfolge ist es′-ges′-b′.
- Der jetzige Chor wurde 1699, das Schiff 1742 von dem Soester Georg Eggert fertiggestellt.
- Zwei Altarleuchter aus Eisenguss wurden 1828 von König Friedrich Wilhelm III. gestiftet.[1]